# 当先别乞失
当先别乞失，元世祖朝蒙古族起事首领。
至元二十七年（1290年）秋，因不堪忍受蒙古贵族的剥削和奴役，当先别乞失联合布四麻、兀者台、出春伯驸马、朵罗台、兀儿答儿、塔里雅赤等，率领蒙古牧民发动起事，与元朝朝廷抗争，与当地贵族领主为敌，先后攻掠四怯薛牛马畜牧、窝阔台之子灭里的昔博赤（打捕鹰房之执役者）以及斡脱、布伯诸投下（封地、采邑）。贵赤卫亲军都指挥使司达鲁花赤康里明安所领官军讨剿，当先别乞失兵败汪吉昔博赤，起事被镇压。 